# Gemeine Flusskrabbe
Die Gemeine Flusskrabbe (Potamon fluviatile), Syn. Gemeine Süßwasserkrabbe oder Italienische Flusskrabbe, ist eine in Süd- und Südosteuropa beheimatete Süßwasserkrabbe.

## Merkmale
Die Gemeine Flusskrabbe erreicht eine Carapax-Länge von 5 cm, Weibchen sind etwas kleiner als Männchen. Das erste Gonopodium ist s-förmig geschwungen, sein Endglied zeigt einen gleichmäßig gerundetem Mesialwulst. Der basale Teil des Subterminalglieds ist auf der Außenseite dicht behaart. Die Kaudallamelle ist neben den Borsten dicht mit langen Haaren besetzt. Die Epigastricalloben treten deutlich hervor.

## Lebensweise
Die Gemeine Flusskrabbe bewohnt Flussufer und gräbt sich bis zu einen Meter tiefe Höhlen. Diese können mehrere Ausgänge haben. Männchen können an beiden Ufern mehrere Höhlen graben, um ihr Territorium besser überwachen zu können. Juvenile verstecken sich unter Steinen und in Spalten unter dichter Vegetation. Bei einer Carapax-Länge von etwa 15 mm findet die Vorpubertätshäutung statt, bei 35 mm Länge die Pubertätshäutung, womit die Tiere geschlechtsreif sind.
Die Gemeine Flusskrabbe ist ein Allesfresser. Sie ernährt sich von Pflanzenresten und Algen, jagt aber auch Frösche, Kaulquappen, Schnecken, größere Insekten und auch kleinere Krabben. Gejagt wird vor allem in der Nacht.

## Fortpflanzung

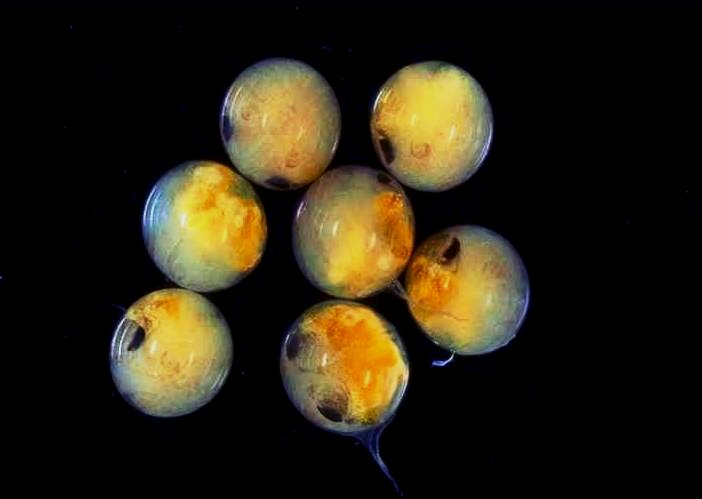
Eier der Gemeinen Flusskrabbe mit entwickelten Juvenilen

Die Gemeine Flusskrabbe gehört zu den Heterotremata. Weibchen werden innerlich befruchtet. Sie legen zwischen Anfang Juni und Anfang September etwa 200 orangefarbene Eier mit einem Durchmesser von etwa 2,5 mm. Sie werden mit den Pleopoden unter dem Bauch getragen. Nach 46 Tagen schlüpfen die Nachkommen als Juvenilstadium, die bereits wie eine Miniaturform der Adulten aussehen und eine Carapax-Breite von etwa 3,5 mm haben. Nach etwa 24 Stunden sind die Jungkrabben selbständig.

## Verbreitung

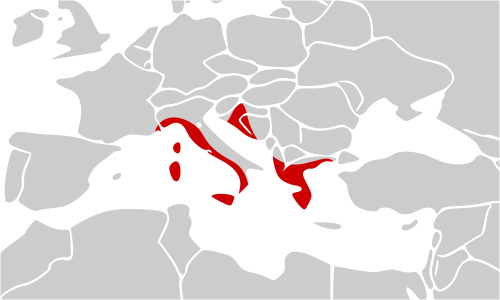
Verbreitungskarte

Die Gemeine Flusskrabbe stammt ursprünglich von der Balkanhalbinsel. Vor etwa 15.000 Jahren breitete sie sich auf natürlichem Weg nach Italien und Malta aus. Heute ist sie auf dem westlichen Balkan (Dalmatien, Albanien, Griechenland), Italien einschließlich Sizilien und Malta verbreitet. Die früher als Unterarten P. f. algeriense und P. f. berghetripsorum angesehenen und in Nordwestafrika (Tunesien, Algerien, Marokko)  vorkommenden Verwandten werden mittlerweile als eigene Art Potamon algeriense betrachtet.
Die Art gilt als potentiell gefährdet, vor allem auf Malta sind die Bestände durch die Zerstörung der Flussläufe stark rückläufig.